# Fraude publicitaire
La fraude publicitaire, aussi appelée fraude au clic ou fraude PPC, est une pratique consistant à représenter frauduleusement des impressions, des clics, des conversions ou des événements de données de publicité en ligne afin de générer des revenus. Les fraudes publicitaires sont particulièrement populaires parmi les cybercriminels,.
Alors que la fraude publicitaire est fréquemment associée aux bannières publicitaires, aux publicités vidéo et aux publicités intégrées aux applications, la fraude aux clics est associée au marketing de recherche, à la publicité mobile et à la fraude à la conversion avec le marketing d'affiliation. AppsFlyer estime que l'exposition financière à la fraude à l'installation d'applications s'élevait à 800 millions de dollars en 2018.
Le terme « fraude publicitaire » englobe toutes les formes de fraude publicitaire en ligne. Une campagne de fraude publicitaire réussie implique généralement une combinaison sophistiquée de fraude à l'identité et de fraude à l'attribution : par exemple, l'envoi de faux trafic via des robots utilisant des faux comptes sociaux et des cookies falsifiés ; les robots cliqueront sur les publicités disponibles sur une page frauduleuse qui simule une marque célèbre. En 2004, George Reyes, directeur financier de Google, a déclaré que la fraude constituait la plus grande menace pour l'économie Internet, le premier document de recherche traitant du sujet datant de 1999. En 2016, la Fédération mondiale des annonceurs publie ses premières lignes directrices sur la fraude publicitaire pour conseiller ses membres sur la manière de contrer ce problème qui aurait englouti près de 20 milliards de dollars de budgets publicitaires de ses membres en 2015.
Des recherches récentes révèlent de nouveaux éléments sur la fraude publicitaire dans le marketing des moteurs de recherche. Une étude menée en 2023 montre que le taux moyen d'activités frauduleuses dans les publicités des moteurs de recherche était d'environ 11,5 %. Cette statistique met en évidence l'importance croissante de la mise en œuvre de mesures efficaces de protection contre la fraude dans le marketing des moteurs de recherche pour lutter contre la fraude publicitaire.

## Comparaison avec d'autres fraudes de cybersécurité
Dans un rapport de 2017, Juniper Research estime que la fraude publicitaire représente plus de 19 milliards de dollars US, soit l'équivalent de 51 millions de dollars par jour. Selon le rapport, ce chiffre, représentant la publicité sur les appareils en ligne et mobiles, doit augmenter pour atteindre 44 milliards de dollars en 2022. La fraude publicitaire serait la fraude n°1 en termes de revenus, devant la fraude au remboursement des impôts. HP Enterprise, dans son rapport Business of Hacking, décrit la fraude publicitaire comme la forme de cybercriminalité la plus simple et la plus lucrative.

## Classifications

### Types de fraude
- Bots/fraude publicitaire liée au trafic non humain
- Fraude publicitaire sur les fermes de clics
- Fraude par injection publicitaire
- Usurpation de domaine
- Cookie stuffing[12],[13]

### Réponses à la fraude publicitaire
En 2017, P&G et Chase ont suspendent leur budget publicitaire numérique de 200 millions de dollars et réduisent leurs parts publicitaires de 400 000 à 5 000 afin de réduire leur exposition à la fraude publicitaire.

### Sources du trafic
- Botnets
- Cloudots / centres de données
- Barres d'outils du navigateur
- Logiciel infecté (Malware)
- Sites Web de paiement au click
- Fermes à click[15]

### Formats
- Bannière
- Vidéo
- Dans les applications
- Sociale

## Types de fraude publicitaire mobile
La fraude publicitaire en ligne est une préoccupation majeure parmi près de 50 % des spécialistes du marketing mobile, selon un rapport d'iotec. L'entreprise TrafficGuard, fournisseur de mesure de vérification des publicités, signale sept types différents de fraude publicitaire mobile dans deux catégories différentes:
| Catégorie               | Description | Les types |
| ----------------------- | --- | --- |
| Fraude à l'attribution  | La fraude par attribution se produit lorsqu'un utilisateur réel télécharge une application et qu'un fraudeur tente de revendiquer l'attribution de cette installation. La fraude par attribution voit l'annonceur payer pour un utilisateur qu'il a attiré via d'autres canaux.                                                       | Types de fraude à l'attribution : - Click Spam - Empilement d'annonces - Injection de click - Événement au sein d'application - Techniques d'évasion |
| Fraude à l'installation | La fraude à l'installation se produit lorsque les installations d'applications ne proviennent pas de véritables utilisateurs d'applications. Ces installations peuvent provenir de robots ou de personnes qui ne sont pas les utilisateurs prévus. Ces installations ne génèrent pas de retour sur les dépenses publicitaires (ROAS). | Types de fraude à l'installation : - Fermes d’installation d’applications - Usurpation de SDK - Techniques d'évasion                                 |

## Trafic sourcé
Dans une publication récente de l'Association of National Advertisers, le trafic sourcé est signalé comme une forme notable de fraude publicitaire, une pratique selon laquelle les entreprises participant au marché formel de la publicité en ligne achètent du trafic frauduleux pour le revendre comme étant légitime. Le trafic sourcé est appelé à tort arbitrage, car l'achat de trafic sourcé n'a aucun potentiel de rendement alors que, comme sur les marchés financiers, l'arbitrage fait référence à la négociation « sans risque » d'actifs légitimes. Bien qu'il n'existe aucune preuve à l'appui de cette affirmation, et que de telles preuves seraient impossibles à rassembler de manière concluante, il se peut que le trafic sourcé représente la part du lion du marché de la fraude publicitaire en raison de la facilité et de la popularité de son acquisition et de sa revente. La seule étude fondée sur des preuves sur Sourced Traffic a révélé en 2016 qu'environ 50 % du trafic acquis provenait d'adresses IP issues de centres de données et que les fournisseurs sélectionnés de vérification de la fraude publicitaire, Integral Ad Science et Moat, n'avaient en majorité pas réussi à le détecter comme une fraude publicitaire. Le rapport a également montré à quel point il était facile d'acquérir du trafic sourcé aussi bas que 0,001 $ par clic, un prix qui contraste fortement avec le prix en vigueur pour un clic sur le marché formel, qui est généralement de 1 $ ou plus.

## Activité à but non lucratif
En 2016, quatre ONG notables sensibilisent sur les moyens de lutte contre la fraude publicitaire : Botlab, JiCWEBS, Media Rating Council (MRC) et Trustworthy Accountability Group (TAG). Chacun a publié diverses lignes directrices et commentaires sur la fraude publicitaire, le plus notable étant les lignes directrices sur la détection du trafic invalide du Media Rating Council.